# Europeiska revisionsrätten
Europeiska revisionsrätten, formellt Europeiska unionens revisionsrätt, är en institution inom Europeiska unionen med ansvar för att revidera unionens räkenskaper. Den består av en revisor från varje medlemsstat. Dess främsta syfte är att bidra till att förbättra den ekonomiska förvaltningen av unionens medel och därmed se till att unionsmedborgarna får största möjliga nytta av skattemedlen.
Revisionsrätten ansvarar för att oberoende revidera unionens räkenskaper genom att granska alla inkomster och utgifter. Den bedömer även huruvida unionens institutioner, organ och byråer har fullgjort sina uppgifter på ett korrekt sätt. Resultaten från granskningarna sammanfattar revisionsrätten i sina årsrapporter, som överlämnas till övriga institutioner. Revisionsrätten utarbetar även särskilda rapporter i specifika frågor som den väljer på eget initiativ att granska mer ingående. Tillsammans med årsrapporterna ligger dessa till grund för Europaparlamentets årliga beviljande av ansvarsfrihet för Europeiska kommissionen.
Parlamentet har vid två tillfällen, 1984 och 1998, nekat kommissionen ansvarsfrihet mot bakgrund av rapporter från revisionsrätten. I det senare fallet ledde det till att kommissionen Santer tvingades att avgå.
Revisionsrätten leds av en ordförande, som sedan den 1 oktober 2022 är Tony Murphy. Revisionsrätten har sitt säte i Luxemburg.

## Historia
Möjligheten att inrätta en europeisk revisionsrätt skapades genom andra budgetfördraget, som trädde i kraft den 1 juli 1977. Den 18 oktober 1977 inrättades Europeiska revisionsrätten och dess första sammanträde ägde rum en vecka senare. Vid denna tidpunkt var dock revisionsrätten fortfarande inte någon institution i formell mening, utan ett externt organ avsett för att revidera Europeiska gemenskapernas finanser. Den ersatte två separata revisionsorgan, ett som ansvarade för Europeiska ekonomiska gemenskapens och Europeiska atomenergigemenskapens finanser, och ett som ansvarade för Europeiska kol- och stålgemenskapens finanser.
Revisionsrättens rättsliga status ändrades genom Maastrichtfördraget, som trädde i kraft den 1 november 1993. Genom fördraget erhöll revisionsrätten status som den femte institutionen inom Europeiska unionen. Dess befogenheter att revidera unionens finanser var dock begränsade till den första pelaren, Europeiska gemenskaperna. Genom Amsterdamfördraget, som trädde i kraft den 1 maj 1999, utökades dock mandatet till att omfatta hela unionens verksamhet.

## Sammansättning och funktionssätt
Europeiska revisionsrätten är en av Europeiska unionens institutioner. Dess sammansättning och funktionssätt regleras av fördraget om Europeiska unionens funktionssätt. Revisionsrätten antar, efter godkännande av Europeiska unionens råd, en arbetsordning, som fastställer ytterligare bestämmelser om dess funktionssätt.
Revisionsrätten består av 27 revisorer, en från varje medlemsstat, som tillsammans utgör institutionens kollegium. Revisionsrätten antar rapporter och yttranden med en majoritet av sina ledamöter. För att vara beslutsmässig måste minst två tredjedelar av revisorerna vara närvarande. Genom en sluten omröstning utser revisionsrätten en generalsekreterare, som är den högsta tjänstemannen inom institutionen och som ansvarar för revisionsrättens sekretariat.

### Ordförande
Revisionsrätten leds av en ordförande, som ansvarar för att sammankalla revisionsrätten, fastställa förslag till dagordning, och leda sammanträdena. Han eller hon ansvarar också för att institutionens beslut verkställs och att de olika organisatoriska delarna av revisionsrätten fungerar gemensamt. Ordföranden utser dessutom företrädare för revisionsrätten vid tvistemål och företräder revisionsrätten vid förbindelser med omvärlden.
Ordföranden väljs av revisorerna för en period av tre år med möjlighet till omval. Omröstningen är sluten och består av upp till tre valomgångar. I den första valomgången krävs att två tredjedelar av revisorerna röstar på en kandidat för att denna ska väljas till ordförande. Om ingen kandidat uppnår detta krav genomförs en andra valomgång, som endast kräver enkel majoritet. Om ingen kandidat heller uppnår detta krav, hålls en tredje valomgång där den kandidat som erhåller flest röster väljs.

### Revisorerna
Revisorerna utgör revisionsrättens kollegium. De utses för en period av sex år, som kan förnyas, av Europeiska unionens råd, efter samråd med Europaparlamentet. De ska ”utses bland personer som i sina respektive stater hör till eller har hört till externa revisionsorgan eller som är kvalificerade för detta ämbete” och deras oberoende ska inte kunna ifrågasättas. Ledamöterna rangordnas, efter ordföranden, i första hand efter hur lång tid de har innehaft sitt ämbete och i andra hand efter ålder.
Revisorerna får inte begära eller ta emot instruktioner från någon nationell regering eller något annat organ, och de åtnjuter samma immunitet och privilegier som domarna i EU-domstolen. Endast domstolen kan, på begäran av revisionsrätten, avsätta en revisor. Om en revisor avgår självmant måste han eller hon vara kvar i tjänst till dess att en ersättare har utsetts. Ersättarens mandatperiod blir då endast den kvarstående tid som den avgående revisorn hade. Det är Europeiska unionens råd som fastställer löner och andra förmåner för revisorerna.

### Avdelningar
Revisorerna är indelade i avdelningar, som ansvarar för olika specifika ärenden. Det är revisionsrätten själv som beslutar, på initiativ av ordföranden, hur avdelningarna ska utformas. Alla revisorer ingår dock i någon avdelning. Varje avdelning leds av en doyen eller doyenne. Utöver att fatta vissa egna beslut, bereder avdelningarna också ärendena som hela kollegiet beslutar om.

## Funktioner och befogenheter
Europeiska revisionsrättens främsta uppgift är att revidera unionens räkenskaper. Därutöver har institutionen även vissa rådgivande funktioner i samband med att lagstiftning som rör gemensamma finansiella bestämmelser och bekämpning av bedrägeri ska antas.

### Årlig revision och granskning

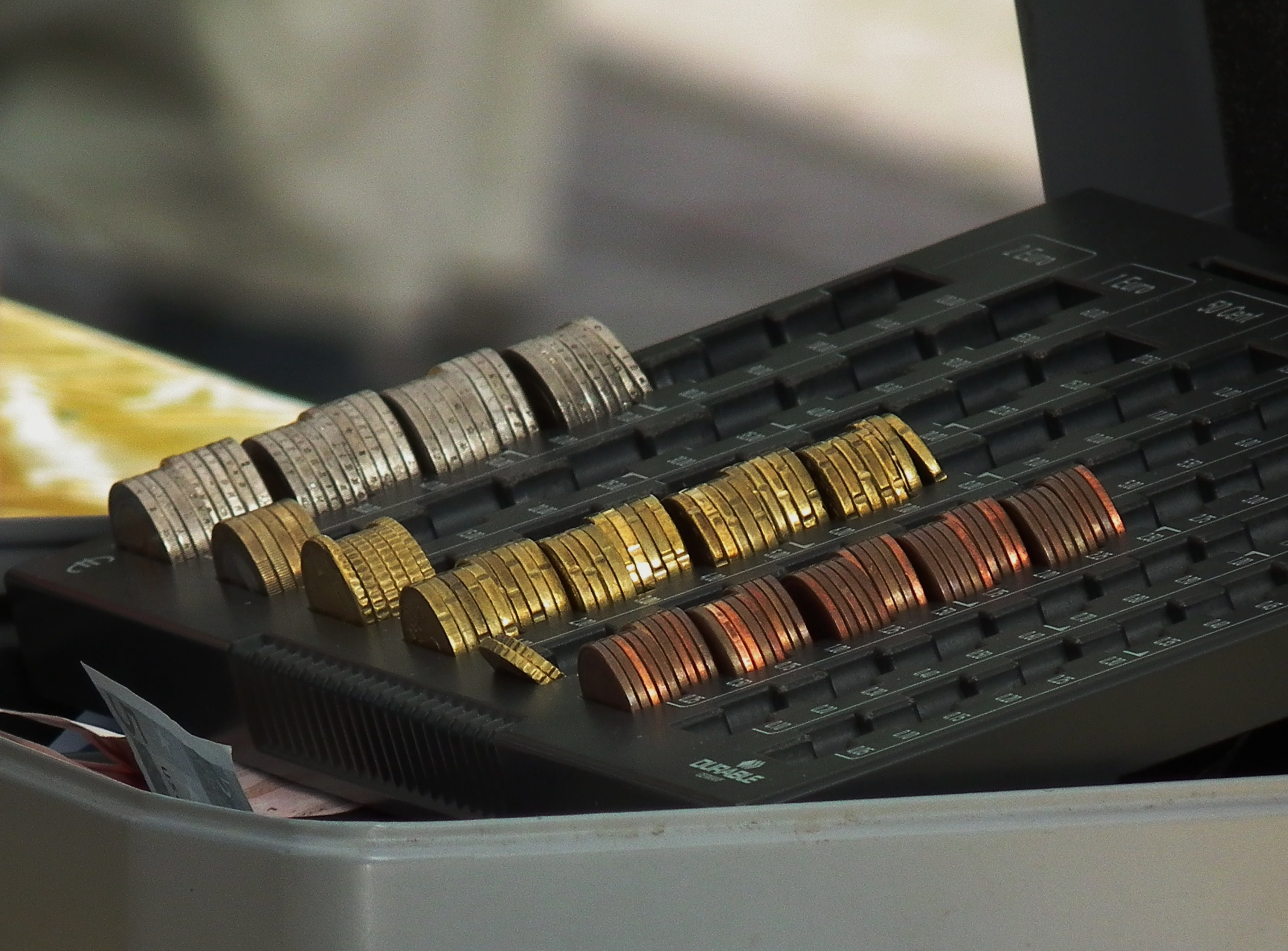
Revisionsrätten granskar hur skattemedlen används.

Revisionsrättens centrala funktion är att revidera unionens räkenskaper. Denna funktion innefattar att granska alla inkomster och utgifter, dels för institutionerna, dels för alla organ och byråer. Revisionsrätten avger därefter en förklaring om tillförlitligheten hos de räkenskaper som granskats till Europaparlamentet och Europeiska unionens råd. Utöver detta granskar revisionsrätten om de finansiella transaktionerna har varit lagliga, korrekta och ändamålsenliga. Om revisionsrätten upptäcker oegentligheter kan den underrätta Europeiska byrån för bedrägeribekämpning.
Granskningarna innefattar inte bara unionens institutioner, organ och byråer, utan varje fysisk eller juridisk person som mottar medel från unionen. Revisionen i medlemsstaterna sker i samarbete med ansvariga nationella myndigheter och utförs vid behov på plats i lokalerna tillhörande den fysiska eller juridiska person som granskas. Det åligger revisionsrätten att i synnerhet granska Europeiska kommissionens verksamhet, även om ungefär 80 procent av unionens medel förvaltas av nationella myndigheter.
Revisionsrätten sammanfattar sina slutsatser varje år i en årsrapport, som offentliggörs i Europeiska unionens officiella tidning. Därutöver kan revisionsrätten även utarbeta särskilda rapporter i specifika frågor som den väljer på eget initiativ att granska mer ingående. Tillsammans med årsrapporterna ligger dessa till grund för Europaparlamentets årliga beviljande av ansvarsfrihet för kommissionen. Om parlamentet inte är tillfredsställt med vad som har framkommit i revisionsrättens rapporter, kan det neka ansvarsfrihet och utkräva förbättringar och reformer från kommissionen eller annat ansvarigt organ. I det mest långtgående fallet kan parlamentet tvinga kommissionen att avgå genom en misstroendeförklaring. Även om detta aldrig har inträffat, tvingade parlamentet i praktiken kommissionen Santer att avgå 1999 genom att neka kommissionen ansvarsfrihet.

#### Förklaringen om räkenskapernas tillförlitlighet
Sedan Maastrichtfördraget trädde i kraft den 1 november 1993 utfärdar revisionsrätten varje år en revisionsförklaring – förklaringen om räkenskapernas tillförlitlighet – som en del av sin årsrapport. Förklaringen innehåller en bedömning av räkenskapernas tillförlitlighet och de underliggande transaktionernas laglighet och korrekthet. Baserat på ett slumpmässigt urval av alla transaktioner och en granskning av systemen för finansiell övervakning och kontroll uppskattar revisionsrätten andelen betalningar som inte har genomförts i full enlighet med gällande regler. Om felnivån överstiger revisionsrättens väsentlighetsgräns på 2 procent, vilket hittills alltid har varit fallet, anmärker revisionsrätten i sin revisionsförklaring att det finns ”väsentliga fel” i betalningarna och anger ett ”uttalande med avvikande mening” eller, om de väsentliga felen endast påverkar en begränsad del av budgeten, ett ”uttalande med reservation”.
De anmärkta felen innefattar allt ifrån misstag eller brister i dokumentation till rena bedrägerier av olika slag. Merparten av de felaktiga betalningarna sker av nationella myndigheter, och det är i första hand ersättningsbaserade kostnader som innehåller en hög andel fel. Den del av budgeten som förvaltas direkt av kommissionen brukar ha en felnivå på 0,5 procent eller mindre. Kommissionen och de nationella myndigheterna kan kräva tillbaka medel som utbetalats felaktigt. Felnivån minskade under 2010-talet, och revisionsrätten utfärdade ett uttalande med reservation, istället för ett uttalande om avvikande mening, för första gången i sin årsrapport för budgetåret 2016. Sedan budgetåret 2017 har dock felnivån ökat och under 2023 uppgick den till 5,6 procent, vilket var den högsta nivån på mer än tio år.
| Budgetår | Uppskattad felnivå |
| -------- | ------------------ |
| 1994     | > 5 %              |
| 1995     | > 5 %              |
| 1996     | > 5 %              |
| 1997     | > 5 %              |
| 1998     | > 5 %              |
| 1999     | > 5 %              |
| 2000     | > 5 %              |
| 2001     | > 5 %              |
| 2002     | > 5 %              |
| 2003     | > 5 %              |
| 2004     | > 5 %              |
| 2005     | > 5 %              |
| 2006     | > 5 %              |
| 2007     | > 5 %              |
| 2008     | > 5 %              |
| 2009     | 2–5 %              |
| 2010     | 3,7 %              |
| 2011     | 3,9 %              |
| 2012     | 4,5 %              |
| 2013     | 4,5 %              |
| 2014     | 4,4 %              |
| 2015     | 3,8 %              |
| 2016     | 3,1 %              |
| 2017     | 2,4 %              |
| 2018     | 2,6 %              |
| 2019     | 2,7 %              |
| 2020     | 2,7 %              |
| 2021     | 3,0 %              |
| 2022     | 4,2 %              |
| 2023     | 5,6 %              |

|  | Uttalande utan reservation |

|  | Uttalande med reservation |

|  | Uttalande med avvikande mening |

### Funktioner relaterade till andra institutioner
Revisionsrätten fyller utöver sin funktion med revidering och granskning även en viktig funktion när Europaparlamentet och Europeiska unionens råd lagstiftar om gemensamma finansiella bestämmelser och bekämpning av bedrägeri. Revisionsrätten fungerar då som en rådgivande institution till de lagstiftande institutionerna.
Revisionsrätten kan även väcka talan om ogiltigförklaring vid EU-domstolen mot någon av unionens övriga institutioner för att tillvarata sina rättigheter när den anser att en rättsakt inte har antagits lagenligt.

## Säte och administration

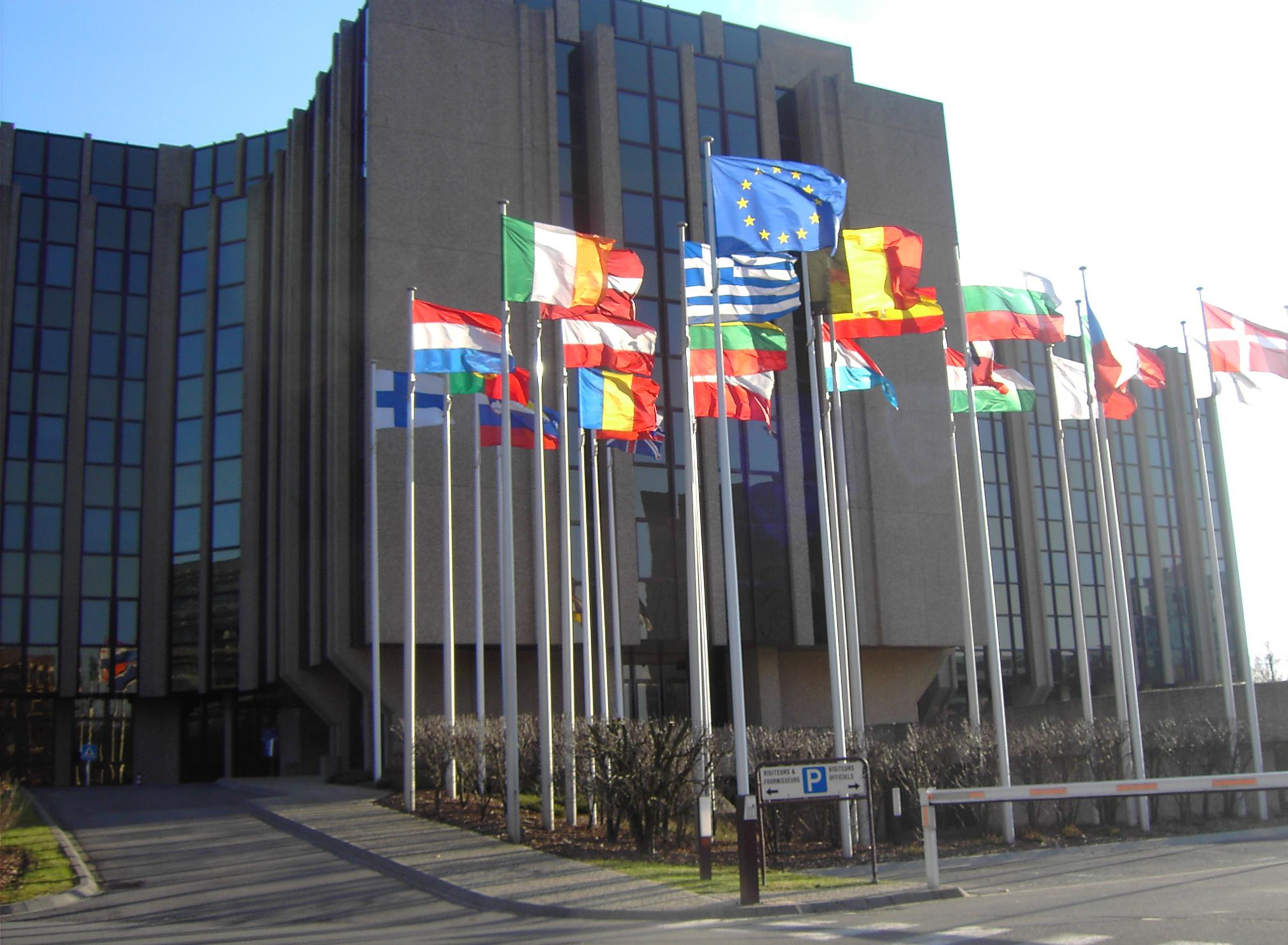
Sätet är förlagt till Luxemburg.

Europeiska revisionsrätten har sitt säte i Luxemburg. Utöver revisorerna i själva kollegiet ingår ungefär 800 revisorer, översättare och handläggare, organiserade i olika revisionsgrupper.
Den med åren växande administrationen har kritiserats. Från att ha bestått av nio revisorer vid sitt bildande, har kollegiet utökats till att bestå av 27 revisorer eftersom principen om en revisor per medlemsstat har bibehållits trots flera utvidgningar av unionen. Möjligheten att nå konsensus inom kollegiet har följaktligen försämrats. Varken Europeiska konstitutionen eller Lissabonfördraget innehöll emellertid någon reduktion av revisionsrättens kollegium.

### Språkanvändning
I enlighet med revisionsrättens arbetsordning måste alla officiella handlingar som antas av institutionen offentliggöras på unionens samtliga officiella språk. För att garantera autenticiteten måste varje språkversion av en handling undertecknas av revisionsrättens ordförande.

### Öppenhet och tillgång till handlingar
I enlighet med fördraget om Europeiska unionen ska unionens institutioner, organ och byråer utföra sitt arbete så öppet som möjligt och dess handlingar ska vara tillgängliga för alla unionsmedborgare samt alla fysiska eller juridiska personer som är bosatta eller har sitt säte inom unionen. Denna princip bekräftas i revisionsrättens egen arbetsordning. Alla revisionsrättens rapporter offentliggörs i Europeiska unionens officiella tidning. Dess sammanträden är däremot inte offentliga. Tillgången till revisionsrättens handlingar regleras av ett beslut.